# Doron Zeilberger
Doron Zeilberger (דורון ציילברגר, Haifa, Israel, 2 de julho de 1950) é um matemático conhecido pelo seu trabalho na área de combinatória.
Doutorado pelo Instituto Weizmann da Ciência em 1976, sob a orientaçao de Harry Dym; é actualmente professor Board of Governors de Matemática na Universidade Rutgers.
Zeilberger efectuou inúmeras contribuições importantes em combinatória, igualdades hipergeométricas e séries-q.
Encontrou a primeira demonstração para a conjectura da matriz de sinal alternante, notável não só pelo seu conteúdo matemático, como também pelo facto de Zeilberger ter recrutado cerca de uma centena de voluntários para pré-confirmar o artigo.
Em conjunto com Herbert Wilf, recebeu em 1998 o Prêmio Leroy P. Steele da American Mathematical Society (para contribuições seminais em investigação) pelo desenvolvimento da teoria WZ, que revolucionou a área das séries hipergeométricas. Em 2004, recebeu a Medalha Euler; a citação do prémio refere Zeilberger como um "campeão do uso de computadores e algoritmos, em fazer matemática rápida e eficazmente".
Em 2011, em conjunto com Manuel Kauers e Christoph Koutschan, demonstrou a conjectura q-TSPP, criada independentemente por George Andrews e David P. Robbins, em 1983.
Zeilberger considera-se um ultrafinitista. É também conhecido por reconhecer o seu computer "Shalosh B. Ekhad" como um co-autor ("Shalosh" e "Ekhad" significam "Três" e "Um" respectivamente, em hebraico; em referência ao AT&T modelo 3B1), e pelos suas opiniões fortes e provocantes, entre as quais:
- "The Shocking State of Contemporary "Mathematics", and the Meta-Shocking Fact that Very Few People Are Shocked"
- "People who believe that applied math is bad math are bad mathematicians"
- "Guess what?  Programming is even more fun than proving, and, more importantly it gives as much, if not more, insight and understanding"
- "Frank Quinn's rigor is not as rigorous as he thinks"
- "Still like that old-time blackboard talk"